# جبيجبة (سباح)

تعديل مصدري - تعديل

جبيجبة هي إحدى قرى عزلة سباح بمديرية سباح التابعة لمحافظة أبين، بلغ تعداد سكانها 98 نسمة حسب تعداد اليمن لعام 2004.